# نادي النهضة (تشاد)
نادي النهضة (بالفرنسية:Renaissance FC) هو نادي كرة قدم تشادي تأسس سنة 1954، مقره في العاصمة إنجامينا. سبق للنادي أن فاز 6 مرات بدوري تشاد الممتاز آخر تتويج كان عام 2007. يلعب الفريق مبارياته المنزلية على الملعب الوطني والذي يستع ل30.000 متفرج.